# Социальная интеграция
Социальная интеграция — (лат. integratio- восстановление, восполнение; лат. integer — целый):
1. Принятие индивида другими членами группы.
2. Процесс установления оптимальных связей между относительно самостоятельными, малосвязанными между собой социальными объектами (индивидуумами, группами, социальными классами, государствами) и дальнейшее их превращение в единую, целостную систему, в которой согласованы и взаимозависимы её части на основе общих целей, интересов.
3. Формы поддержания социальной системой устойчивости и равновесия общественных отношений.
4. В дефектологии — успешная социализация индивида, который преодолел негативные последствия ситуации, связанной с его дефектом.